# Jelka Mrak Dolinar
Jelka Mrak Dolinar (* 3. Mai 1925 in Kranjska Gora; † 23. Juli 2018) war eine slowenische Autorin.

## Leben
Faschismus, Nationalsozialismus und Kommunismus bewirkten Flucht und Leid bei der Familie der Autorin. Im Mai 1945 wurde sie von den Tito-Kommunisten nach einem „montierten“ Prozess interniert und verbrachte die Zeit zwischen 1945 und 1951 in kommunistischen Konzentrationslagern in Jugoslawien. Nach ihrer Amnestierung studierte sie in Ljubljana Anglistik. Noch während des Studiums gelang ihr die Flucht zu ihren Eltern nach Österreich, wo sie im Flüchtlingslager Spittal/Drau den Kindergarten und die Schule für slowenische Flüchtlingskinder leitete. Jelka Mrak Dolinar lebte zuletzt in Spittal/Drau, Österreich, und war unter anderem als Autorin zahlreicher Beiträge in slowenischen Periodika, aber auch als Mitwirkende in Dokumentarfilmen („Angela Vode-skriti spomini“, Radio Televizija Slovenija, 2009, Regie Maja Weiss sowie „Odkrivanje skritega spomina Angele Vode“, Radio Televizija Slovenija, 2011, Regie Maja Weiss), mahnende Zeitzeugin.

## Werke

### Bücher
- Brazde mojega življenja, Družina-Verlag, Ljubljana 2009, ISBN 978-961-222-744-9
- Furchen meines Lebens, aus dem Slowenischen Dr. Reginald Vospernik, Kitab-Verlag, Klagenfurt 2009, ISBN 978-3-902585-44-8
- Temna stran meseca-kratka zgodovina totalitarizma v Sloveniji 1945–1990, Drago Jančar, Nova revija Verlag, Ljubljana 1998
- Brez milosti – ranjeni, invalidi in bolni povojni ujetniki na Slovenskem, ISBN 961-6352-08-3
- Lovro Šturm, Nova revija Verlag, Ljubljana 2000, ISBN 962-6353-08-3.

#### Inhalt
In ihren Werken beschreibt die Autorin die Flucht ihrer Eltern vor den Faschisten aus Primorska (Umland von Triest/Trst und Görz/Gorica), die Aussiedlung durch die Nationalsozialisten aus Skopje (1941), ihre Flucht nach Slowenien und  Inhaftierung dort sowie ihre Internierung 1945 durch die Kommunisten. Sie verbrachte als Zwanzigjährige mehr als fünfeinhalb Jahre in diversen kommunistischen Konzentrationslagern in Jugoslawien. Dabei musste sie unter härtesten Bedingungen als Zwangsarbeiterin Schwerstarbeit bei Straßenbauarbeiten in Sumpfgebieten, und dies trotz Typhus, Ruhr und anderen Krankheiten, verrichten – lediglich, weil sie schwer verwundete Domobrancen (slowenische Heimwehr) als freiwillige Rotkreuzhelferin nicht ihrem Schicksal überlassen wollte. Das Schicksal Jelkas und ihrer Schwester Krista besiegelte bei einem „montierten“  Prozess der noch heute lebende seinerzeitige kommunistische Geheimdienstchef  Mitja Ribičič. Wie durch ein Wunder überlebte die Autorin mit ihrer Schwester dieses Martyrium in den Arbeitslagern.

### Filme
- Angela Vode-skriti spomini, Radio Televizija Slovenija 2009, Regie Maja Weiss
- Odkrivanje skritega spomina Angele Vode, Radio Televizija Slovenija 2011, Regie Maja Weiss

## Rezensionen/Belege
- Boris Pahor (Trst/Trieste/Triest) Brief vom 25. Juli 2010
- Ognjišče 4/2009, Pričevanje Jelke Mrak Dolinar
- Moja Slovenija 3/2009, Življenjska zgodba večkratne izseljenke
- Družina  8/2009, Osebnost tedna: Jelka Mrak Dolinar, »Pet let, sedem mesecev«
  - 2/2009, medijska priloga; Pristen pogled v preteklost (Ivo Žajdela)
- Novice 7/2009, O moči in nemoči človeka v usodnih neurjih (Emanuel Polanšek)
- Nedelja 2/2009, V žarišču – Na Kalvariji povojnih zaporov (Vincenc Gotthart)
- Reporter 4/2009, Bojazen pred novim dokumentarnim filmom
- Dom-časopis beneških Slovencev  14. Februar 2009 (Miran Mihelič)
- Demokracija, Družina, Naš tednik, Naša luč, Nedelja, Slovenec, Zaveza